# Ranch de Neverland
Pour les articles homonymes, voir Neverland.
 (avril 2017).
Si vous disposez d'ouvrages ou d'articles de référence ou si vous connaissez des sites web de qualité traitant du thème abordé ici, merci de compléter l'article en donnant les références utiles à sa vérifiabilité et en les liant à la section « Notes et références ».
Le ranch de Neverland (Neverland Ranch ou Neverland Valley Ranch en anglais) est une propriété privée de 3000 hectares située à Los Olivos, dans le comté de Santa Barbara, en Californie (États-Unis). Ce ranch est surtout connu pour avoir été la propriété de Michael Jackson  de 1988 à 2009.

## Historique

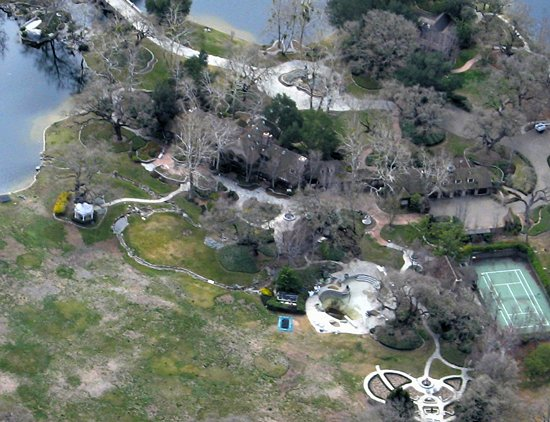
Vue aérienne de la partie sud du ranch de Neverland (28 février 2008).

À la recherche d'un endroit pour tourner le clip de la chanson Say Say Say, en duo avec Paul McCartney en 1983, on propose à Michael Jackson de louer pour quelques jours un grand manoir de style normand à Los Olivos : le Sycamore Ranch. À l'époque, la propriété accueille un important élevage de bétail ainsi que des cultures d'avoine.
William Bone, propriétaire des lieux, ayant investi son temps et sa fortune ne souhaitait pas au départ vendre sa propriété. Il change toutefois d'avis en 1988 et la met en vente. Michael Jackson se manifeste alors rapidement. William Bone propose le ranch à la vente pour la somme de 35 millions de dollars avec les meubles ou 32,5 millions vide. Il fait visiter l'endroit à Michael Jackson en hippomobile.
Si Michael Jackson s'enthousiasme pour les lieux, son avocat John Branca est plus réservé. Ce dernier juge le prix trop élevé et engage des négociations pour le diminuer. Alors que William Bone semble sur le point d'accepter une offre, il se rétracte, déclarant qu'il lui est trop difficile, émotionnellement, de se séparer du ranch. Les négociations reprennent et finalement, le 11 avril 1988, pour 19,5 millions de dollars, Michael Jackson devient propriétaire du Sycamore Ranch, de ses meubles et de sa cave à vin. L'une des clauses du contrat stipule que l'ancien propriétaire est autorisé à venir y séjourner durant une semaine par an, de 1988 à 1991.
Avec ce ranch, le chanteur a dans l'idée de créer un lieu à son image (à l'instar de Prince et de son Paisley Park). Il renomme la propriété en référence au Pays imaginaire (Neverland en anglais) de Peter Pan et y fait construire de nombreuses installations de loisirs (parc d'attractions, chemin de fer, parc animalier) afin d'offrir des séjours à de nombreux enfants en difficulté (maladie, pauvreté).
Le mariage d'Elizabeth Taylor avec Larry Fortensky se tient dans cette propriété en 1991, Michael Jackson étant un grand ami d'Elisabeth Taylor. Le lieu voit aussi défiler des personnalités amies de Jackson comme Marlon Brando, Gregory Peck, Chris Tucker, etc.
Le ranch de Neverland est perquisitionné trois fois par la police de Los Angeles : le 21 août 1993 (affaire Chandler), puis le 18 novembre 2003 et le 2 décembre 2004 (affaire Arvizo). Le 13 juin 2005, à l'issue du procès Arvizo lors duquel il sera acquitté, le chanteur quitte les États-Unis pour s'installer au Bahreïn.
Le 9 mars 2006, les autorités californiennes ordonnent la fermeture du ranch de Neverland pour le non-paiement des salaires de ses 69 employés. Le litige est arrangé peu après et aucune poursuite n'est engagée. Le 25 août 2006, un incendie de broussailles ravage 16 hectares nécessitant l'intervention de 100 pompiers.
Lorsque Michael Jackson revient s'installer aux États-Unis, à Los Angeles, le ranch tourne au ralenti et n'est plus sa résidence principale. En 2008, en proie à des difficultés financières, Michael Jackson fait défaut sur un prêt alors que le ranch est hypothéqué. Un accord est trouvé avec le fonds d'investissement Colony Capital qui achète la dette et devient copropriétaire du ranch (le titre de propriété étant mis dans une coentreprise formée avec la pop star).
À la mort de Michael Jackson le 25 juin 2009, sa part de propriété est léguée à la société Michael Jackson Estate, coexécuteur testamentaire gérant les biens et le patrimoine de la star.
En janvier 2013, la chanteuse Lady Gaga a annoncé qu'elle était disposée à aider les enfants de Michael Jackson et préserver le ranch en investissant dans la propriété.
En 2015, la propriété est mise en vente pour la somme de 100 millions de dollars.
En 2019, le fonds d'investissement Colony Capital (copropriétaire du ranch) baisse le prix de vente à 31 millions de dollars.
En décembre 2020, le ranch est acheté par le milliardaire Ronald Burkle pour un montant de 22 millions de dollars. Depuis mars 2021 des travaux de rénovations ont été entamés.

## Aménagements

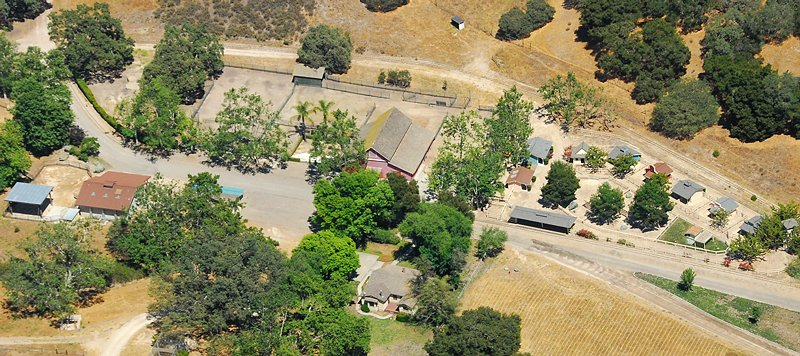
Vue aérienne du zoo de Neverland

Le ranch est à environ 10 km au nord du centre-ville de Los Olivos (Californie) et accueillait auparavant une exploitation agricole. Il est environné de vignobles. La propriété avoisine près de 3000 hectares  
La gare de Neverland rappelle l'univers de Disneyland.
La décoration du parc s'inspire du palais chinois de Xanadu de l'empereur mongol Kubilaï Khan. La propriété se divise en trois grandes parties :
- La partie habitation, où se trouve le ranch avec piscine, tennis et aires de jeux entourés de jardins et lacs.
- La partie parc d'attractions, qui comprenait un cinéma et diverses attraction : grande roue, manège, toboggans géants, montagnes russes, auto-tamponneuses, etc.
- Le zoo, où se trouvaient les animaux du chanteur (éléphants, lions, ours, girafes, etc.).

Michael Jackson avait réalisé ces énormes investissements afin d'inviter et d'accueillir des enfants, dont de nombreux défavorisés (pauvres, malades), et de leur faire profiter des joies d'un parc d'attractions entièrement privé. C'était également pour lui le moyen, bien qu'adulte, de rattraper l'enfance qu'il n'avait jamais eue, d'où le nom du ranch, « Neverland », nom du Pays imaginaire de Peter Pan (personnage auquel Michael Jackson s'identifiait régulièrement) où les enfants ne grandissent jamais.